# Rigel

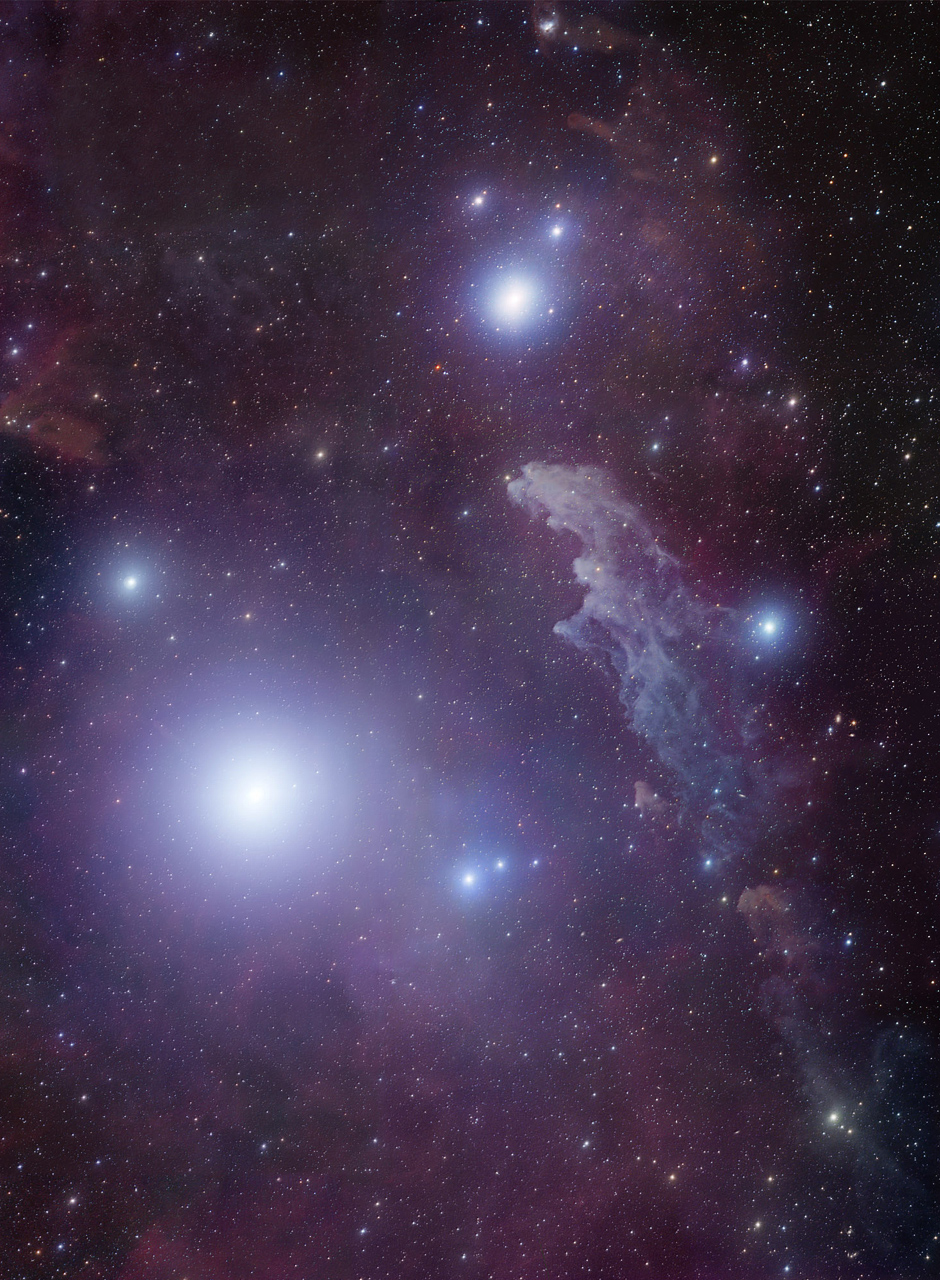
Rigel en IC 2118.

Rigel (Beta Orionis / β Ori / 19 Orionis) es un sistema estelar de por lo menos cuatro estrellas que aparecen como un solo punto de luz azul-blanco a simple vista en la constelación de Orión. Aunque su denominación de Bayer «Beta» debería corresponder a la segunda estrella más brillante de la constelación, su magnitud aparente de +0.18 la sitúa de hecho como la más brillante, por delante de Betelgeuse (α Orionis). Este sistema está ubicado a una distancia de aproximadamente 860 años luz (260 pc) del Sol.
Una estrella de tipo espectral B8Ia, se calcula que Rigel es entre 61 500 y 363 000 veces tan luminosa como el Sol, y entre 18 y 24 veces tan masiva, según el método y las hipótesis utilizadas. Su radio es más de setenta veces el del Sol, y su temperatura superficial es de 12 100 K. Debido a su viento estelar, la pérdida de masa de Rigel se estima en diez millones de veces la del Sol. Con una edad estimada de entre siete y nueve millones de años, Rigel ha agotado el combustible de hidrógeno de su núcleo, se ha expandido y enfriado hasta convertirse en una supergigante. Se espera que termine su vida como una supernova tipo II dejando como remanente final una estrella de neutrones o un agujero negro, dependiendo de la masa inicial de la estrella.
Rigel varía ligeramente en brillo, su magnitud aparente oscila entre 0.05 y 0.18. Se clasifica como estrella variable Alfa Cygni debido a la amplitud y periodicidad de su variación de brillo, así como a su tipo espectral. Su variabilidad intrínseca está causada por pulsaciones en su inestable atmósfera. Rigel es generalmente la séptima estrella más brillante del cielo nocturno y la estrella más brillante de Orión, aunque ocasionalmente es eclipsada por Betelgeuse, que varía en un rango mayor.
Está separada de Rigel por un ángulo de 9.5 segundos de arco. Tiene una magnitud aparente de 6.7, lo que la hace 1/400 veces más brillante que Rigel. Dos estrellas del sistema pueden verse con grandes telescopios, y la más brillante de las dos es una binaria espectroscópica. Estas tres estrellas son todas estrellas de secuencia principal azul-blanca, cada una de ellas de tres a cuatro veces más masiva que el Sol. Rigel y el sistema triple orbitan alrededor de un centro de gravedad común con un periodo estimado de 24 000 años. Las estrellas interiores del sistema triple se orbitan mutuamente cada diez días, y la estrella exterior orbita al par interior cada 63 años. Una estrella mucho más débil, separada de Rigel y las otras por casi un minuto de arco, puede formar parte del mismo sistema estelar.

## Nombre
Rigel está situada en el pie izquierdo de la figura del cazador Orión que forman las estrellas de la constelación. De ahí proviene su nombre, del árabe Rijl jauza al-Yusra, «el pie izquierdo del central», en alusión a Orión.
Otro nombre de la estrella, rara vez utilizado, es Algebar o Elgebar, derivado del árabe ar-Rijl al-Jabbār, «el pie del gigante».
En China era conocida como 参宿七, Shēn xiù Qī, «La Séptima de las Tres Estrellas». Este curioso nombre se debe a que, inicialmente, el Asterismo de Las Tres Estrellas constaba justamente de solo tres, el célebre cinturón de Orión (ver constelaciones chinas). Posteriormente se añadieron cuatro estrellas al asterismo, pero el nombre permaneció inalterado.
En Japón era conocida como 源氏星, Genjiboshi, «La estrella de Clan Genji».
La designación de Rigel como β Orionis (latinizada a Beta Orionis) fue realizada por Johann Bayer en 1603. La designación «beta» se da comúnmente a la segunda estrella más brillante de cada constelación, pero Rigel es casi siempre más brillante que α Orionis (Betelgeuse). El astrónomo James B. Kaler ha especulado que Rigel fue designada por Bayer durante un raro período en el que fue eclipsada por la estrella variable Betelgeuse, lo que dio lugar a que esta última estrella fuera designada «alfa» y Rigel designada «beta». Bayer no ordenó estrictamente las estrellas por brillo, sino que las agrupó por magnitud. Tanto Rigel como Betelgeuse se consideraban de la clase de primera magnitud, y se cree que en Orión las estrellas de cada clase estaban ordenadas de norte a sur. Rigel está incluida en el Catálogo General de Estrellas Variables, pero como ya tiene una denominación de  Bayer no tiene una  designación de estrella variable separada.
Rigel tiene muchas otras designaciones estelares tomadas de diversos catálogos, incluida la Denominación de Flamsteed. 19 Orionis (19 Ori), la entrada HR 1713 del Bright Star Catalogue y el número HD 34085 del Henry Draper Catalogue. Estas denominaciones aparecen con frecuencia en la literatura científica, pero rara vez en la literatura popular.

## Observación

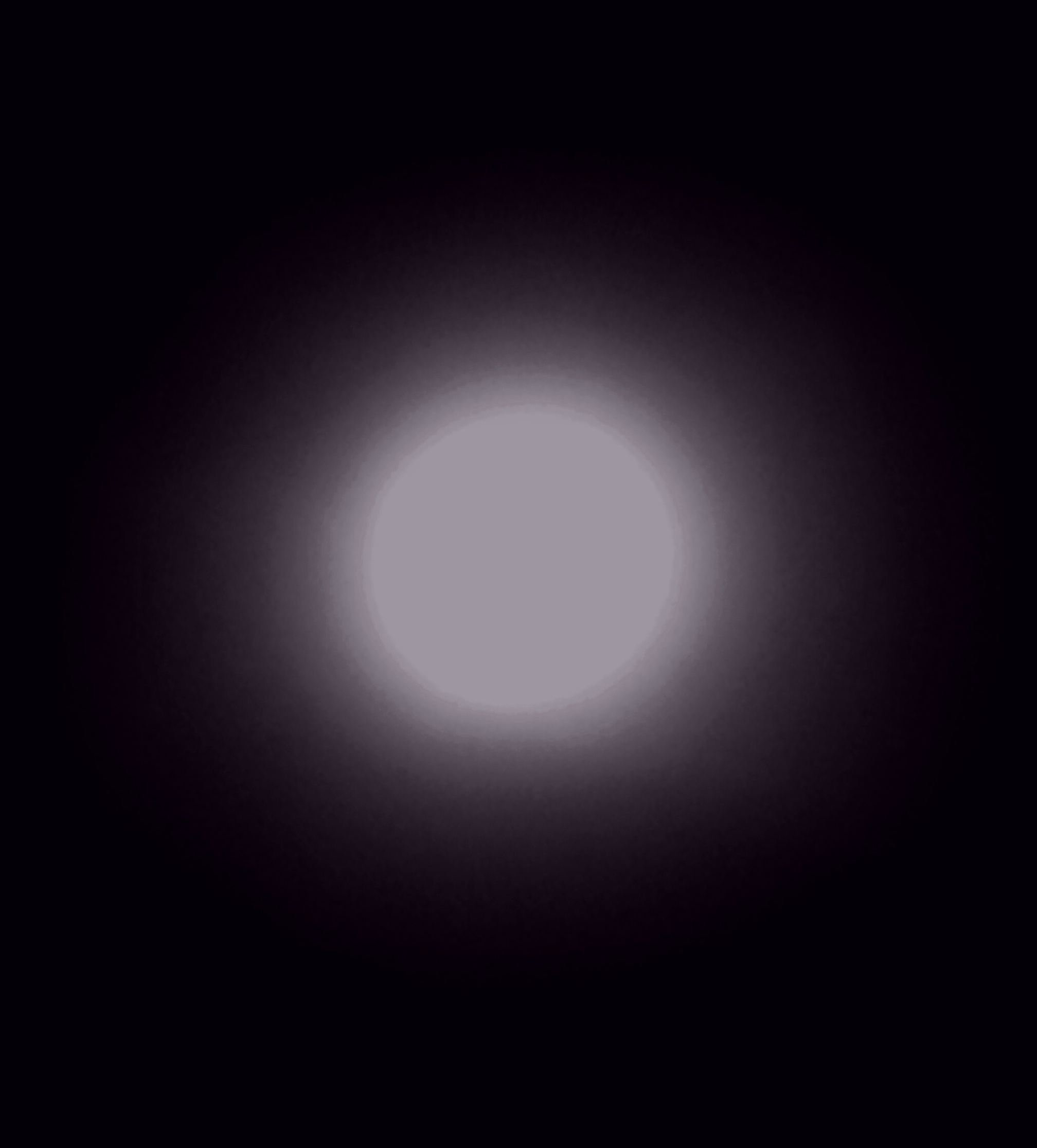
Rigel A desde un telescopio profesional (foto editada)

Rigel es una variable intrínseca estrella con una magnitud aparente que oscila entre 0,05 y 0,18. Típicamente es la séptima estrella más brillante de la esfera celeste, excluyendo al Sol, aunque ocasionalmente es más débil que Betelgeuse. Es más tenue que Capella, cuyo brillo también puede variar ligeramente. Rigel tiene un aspecto ligeramente blanco azulado y un índice color B-V de −0.06. Contrasta fuertemente con la rojiza Betelgeuse.
Culmina cada año a medianoche del 12 de diciembre, y a las 21:00 del 24 de enero, Rigel es visible en las noches de invierno en el Hemisferio Norte y en las noches de verano en el Hemisferio Sur. En el Hemisferio Sur, Rigel es la primera estrella brillante de Orión visible al salir la constelación. De forma correspondiente, también es la primera estrella de Orión en ponerse en la mayor parte del Hemisferio Norte. La estrella es un vértice del «Hexágono invernal», un asterismo que incluye Aldebarán, Capella, Pólux, Proción y Sirio. Rigel es una destacada estrella de navegación ecuatorial, siendo fácilmente localizable y fácilmente visible en todos los océanos del mundo (la excepción es la zona al norte del paralelo 82 norte).

### Espectroscopia
El tipo espectral de Rigel es un punto definitorio de la secuencia de clasificación de las supergigantes. El espectro general es el típico de una estrella de clase B, tardía con fuertes líneas de absorción de la  serie Balmer del hidrógeno, así como líneas de helio neutro y algunas de elementos más pesados como oxígeno, calcio y magnesio. La clase de luminosidad de las estrellas B8 se estima a partir de la intensidad y estrechez de las líneas espectrales de hidrógeno, y Rigel se asigna a la supergigante brillante clase Ia. Las variaciones en el espectro han dado lugar a la asignación de diferentes clases a Rigel, como B8 Ia, B8 Iab y B8 Iae.
Ya en 1888 se vio que la velocidad radial heliocéntrica de Rigel, estimada a partir del  desplazamiento Dopplers de sus líneas espectrales, variaba. Esto fue confirmado e interpretado en su momento como debido a una compañera espectroscópica con un período de unos 22 días. Desde entonces se ha medido que la velocidad radial varía en torno a 10 km/s alrededor de una media de 21.5 km/s.
En 1933, se vio que la línea Hα en el espectro de Rigel era inusualmente débil y estaba desplazada 0.1 nm hacia longitudes de onda más cortas, mientras que había una estrecha pico de emisión alrededor de 1.5 nm hacia el lado de longitud de onda larga de la línea de absorción principal. Esto se conoce ahora como un  perfil P Cygni en honor a una estrella que muestra esta característica fuertemente en su espectro. Se asocia con  pérdida de masa donde hay simultáneamente emisión de un viento denso cerca de la estrella y absorción de material circunestelar que se expande lejos de la estrella.
Se ha observado que el inusual perfil de la línea Hα varía de forma impredecible. Alrededor de un tercio del tiempo es una línea de absorción normal. Aproximadamente una cuarta parte del tiempo es una línea de doble pico, es decir, una línea de absorción con un núcleo de emisión o una línea de emisión con un núcleo de absorción. Aproximadamente una cuarta parte del tiempo tiene un perfil P Cygni; la mayor parte del resto del tiempo la línea tiene un perfil P Cygni inverso, donde el componente de emisión está en el lado de longitud de onda corta de la línea. En raras ocasiones, hay una línea Hα de emisión pura. Los cambios en el perfil de la línea se interpretan como variaciones en la cantidad y velocidad del material que está siendo expulsado de la estrella. Se han inferido salidas ocasionales a muy alta velocidad y, más raramente, material en inflexión. La imagen general es la de grandes estructuras de lazo que surgen de la fotosfera y son impulsados por campos magnéticos.

## Características físicas
Situada más lejos de las medidas fiables de paralaje, las estimaciones espectroscópicas sitúan a Rigel entre 700 y 900 años luz —210 y 280 pársecs— del sistema solar. La mejor conjetura del satélite Hipparcos es una distancia de 860 años luz.

La principal componente del sistema es una supergigante blanco-azulada de tipo espectral B8Iab y con una temperatura superficial de 11 500 K. Estrella muy masiva —tiene una masa de 18 masas solares—, brilla con una luminosidad en el espectro visible 50 000 veces superior a la del Sol; si se considera la luz ultravioleta, su luminosidad aumenta hasta 85 000 veces la emitida por el Sol. Su radio es igual a 73 veces el radio solar —equivalente a 0.34 unidades astronómicas—, por lo que si estuviese en el lugar del Sol, se extendería casi hasta la órbita de Mercurio. Muy avanzada en su evolución, lo más probable es que en su interior exista un núcleo inerte de helio, si bien también podría estar fusionando helio en carbono y oxígeno después de haber pasado por la fase de gigante roja. Estrellas de esta masa finalizan sus vidas en una explosión de supernova.

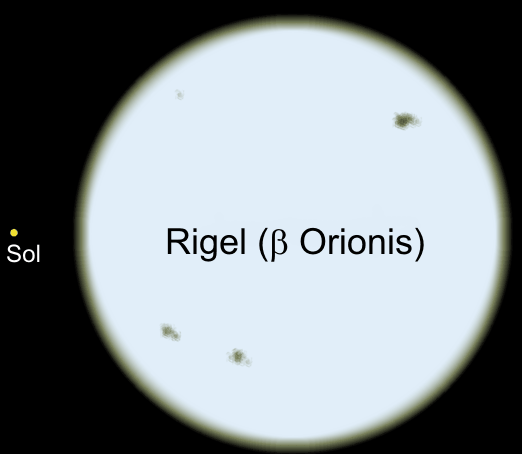
Comparación entre el tamaño de Rigel y el del Sol.

Al moverse por una región con nebulosidades y siendo tan luminosa, Rigel ilumina varias nubes de polvo cercanas, siendo la más notable IC 2118 (la «Nebulosa Cabeza de Bruja»). Rigel parece también asociada a la Nebulosa de Orión, la cual, aunque situada aproximadamente en la misma línea de visión, se halla casi dos veces más alejada de la Tierra. A pesar de la diferencia de distancia, la proyección de la trayectoria de Rigel por el espacio, considerando su edad estimada —unos diez millones de años—, la sitúa originalmente cerca de la nebulosa. Aunque Rigel es a veces clasificada como miembro de la Asociación estelar Orión OB1, parece estar demasiado próxima a nosotros para ser considerada un miembro real de la misma, a no ser que —al igual que Betelgeuse (α Orionis)— fuera expulsada de su lugar de nacimiento.
Rigel es una estrella variable con pequeñas oscilaciones en su brillo, fenómeno poco común en supergigantes. El rango de variabilidad oscila entre 0.3 y 0.03 magnitudes, equivalente a una variación entre el 3 % y el 30 %, con un periodo de 25 días. Se ha propuesto que la variabilidad se debe a la existencia de una cuarta estrella en el sistema —véase abajo la sección sistema estelar—, pero generalmente se considera que la verdadera causa radica en pulsaciones en la superficie de la estrella principal.

## Sistema estelar
Se sabe que Rigel es una binaria visual al menos desde 1831, cuando Friedrich Georg Wilhelm von Struve midió por vez primera la posición de la estrella secundaria. Aunque esta última tiene magnitud +6.7, su proximidad a Rigel A —más de 500 veces más brillante— supone un desafío para telescopios de menos de 150 mm de apertura. A la distancia estimada del sistema, está separada de la estrella primaria por más de 2500 unidades astronómicas (ua); consecuentemente, no se ha detectado movimiento orbital alguno, si bien comparten movimiento propio.
Asimismo, esta compañera estelar es una estrella binaria, compuesta por dos estrellas de secuencia principal de tipo B9V (denominadas Rigel B y Rigel C) cuyo período orbital es de 63 años. A su vez, la primera de ellas es también una binaria espectroscópica con un período de solo 9.86 días. Una quinta estrella de magnitud 15 parece también estar asociada al sistema. Visualmente a 44 segundos de arco —que corresponde a una separación real de más de 11 500 au— puede ser una enana de tipo K que tarda unos 250 000 años en completar una órbita en torno al brillante sistema interior.